# هورین
هورین (به انگلیسی: Húrin) یک شخصیت خیالی از سرزمین میانی در داستان‌های جی. آر. آر. تالکین است. او نخستین بار در سیلماریلیون به عنوان قهرمان انسان‌ها در دوره نخست معرفی می‌شود. او بزرگترین جنگجوی ادین و دیگر انسان‌های سرزمین میانی است. پدر تورین و برادر هور که همراه با او به گوندولین (سرزمین مخفی شاه تورگون) رفت. در نیر نایت آرنوید یاد به اسارت ملکور در آمد و به خاطر سرکشی در برابر اراده ارباب تاریکی به نفرین او دچار شد. شرح بخش هایی از داستان زندگی اون در فرزندان هورین و سیلماریلیون آمده‌است.